# Butan
Butan, C
4H
10 – organiczny związek chemiczny z grupy węglowodorów nasyconych, czwarty homolog w szeregu homologicznym alkanów. Jego izomerem jest izobutan.

## Zastosowanie
- gaz pędny
- stosowany do wyrobu benzyny syntetycznej
- jeden ze składników gazu samochodowego LPG
- gaz do napełniania zapalniczek
- czynnik chłodniczy stosowany w chłodziarkach (butan R-600, izobutan R-600a)

## Właściwości
Butan jest nierozpuszczalny w wodzie, a rozpuszczalny w etanolu i eterze dietylowym. Występuje w ropie naftowej. Po spaleniu całkowitym kilograma tego węglowodoru powstaje ok. 1,5 kg wody i ok. 3 kg dwutlenku węgla:
2C
4H
10 + 13O
2 → 8CO
2 + 10H
2O

## Wpływ na organizm człowieka
Butan po inhalacji dostaje się do krwiobiegu i w ciągu kilku sekund wywołuje odurzenie, dlatego jest często stosowaną substancją odurzającą. W tym celu wykorzystywane jest najczęściej paliwo do zapalniczek. W takiej formie był np. najczęściej nadużywaną substancją lotną w Wielkiej Brytanii w latach 1971–2004 (>38%), a w 2004 roku był przyczyną 52% zgonów związanych z wdychaniem substancji lotnych. Wdychanie butanu może powodować euforię, senność, utratę przytomności, asfiksję, zaburzenia rytmu serca, halucynacje, wahania ciśnienia krwi i chwilową utratę pamięci, w przypadku nadużywania bezpośrednio z pojemnika pod wysokim ciśnieniem, a także może prowadzić do śmierci w wyniku uduszenia i migotania komór.